# 于庆和
于庆和（1932年—2005年8月17日），原籍黑龙江肇东，生于山东莱阳，中华人民共和国政治人物，中华全国总工会原书记处书记，中国关心下一代工作委员会原副主任。

## 經歷
於1948年加入中国共产党。1954年起歷任共青团黑龙江省委副部长、部长、副书记。1969年起歷任合江地区革委会副主任、东北农学院革委会副主任、中共黑龙江省委宣传部副部长等職。1985年任中华全国总工会宣教部部长、书记处书记。
1995年离休。2005年，于海南省三亚市去世，享年73歲。